# Guilhermina Marçal

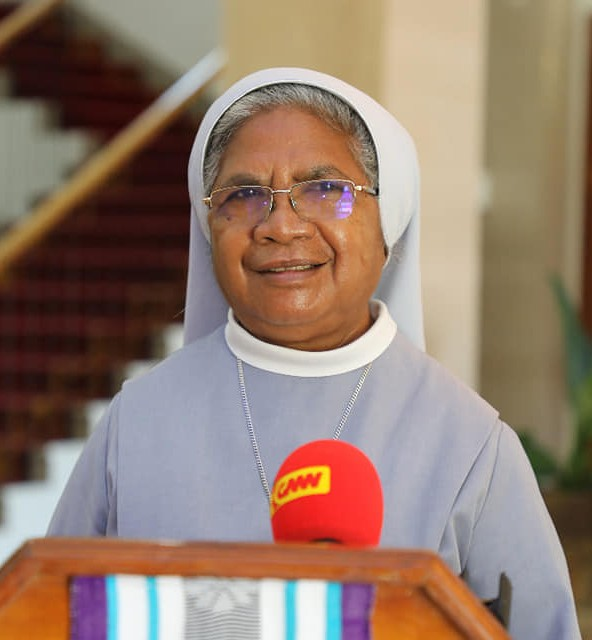
Guilhermina Marçal (2022)

Guilhermina Marçal (* 20. Mai 1958 in Fatuco, Holarua. Same, Manufahi, Portugiesisch-Timor) ist eine osttimoresische, römisch-katholische Nonne, Menschenrechts- und Unabhängigkeitsaktivistin. Sie war Provinzialin der Canossianerinnen in Osttimor. 2022 war sie Leiterin der Abteilung für katholische Familien der Erzdiözese Dili und stellvertretende Vorsitzende der Interreligiösen Tourismusvereinigung von Osttimor.

## Werdegang
Guilhermina Marçal ist das einzige Mädchen von sieben Geschwistern. Ihr Vater war ein lokaler Führer der União Democrática Timorense (UDT) in Same. Nach der indonesischen Invasion wurde er von der FRETILIN ermordet. Trotzdem wurde sie zu einer Unterstützerin für die Unabhängigkeit Osttimors. Von 1975 bis 1978 lebte sie bei den Flüchtlingen im Busch und lehrte dort Analphabeten Lesen und Schreiben.
Von 1982 bis 2000 lebte Marçal im Ausland. An der Päpstlichen Universität Gregoriana in Rom studierte sie von 1992 bis 1994 Theologie. Danach lebte sie vier Jahre in der indonesischen Hauptstadt Jakarta. Als der FALINTIL-Führer Xanana Gusmão 1992 in indonesische Gefangenschaft geriet, schmuggelte Marçal bei Besuchen im Gefängnis in Jakarta Nachrichten zum Guerillaführer und seine Antworten zurück an die Unabhängigkeitsbewegung. Über Marçal kommunizierte Gusmão auch mit Papst Johannes Paul II. Gusmão bat den Papst um Unterstützung für die Unabhängigkeit Osttimors. Tatsächlich rief Johannes Paul II., als er Briefe von Gefangenen aus Osttimor erhielt, alle internationalen Diplomaten zusammen und forderte die indonesische Regierung auf, die Entscheidung des Volkes von Osttimor während des Referendums zu respektieren. Bei einer Audienz erklärte der Papst der Nonne: „Osttimor ist in meinem Herzen“.
Als nach der Unabhängigkeit Osttimors 2006 Unruhen ausbrachen, rettete Marçal die Kinder des Armeechefs Taur Matan Ruak. Als Rebellen das Wohnhaus angriffen, das von Soldaten verteidigt wurde, floh Marçal mit den Kindern und vier weiteren Frauen in einem Auto. Als das Fahrzeug unter Beschuss geriet, steckte die Nonne ihren Kopf aus dem Seitenfenster und schwang ihr Kopftuch. Schließlich stieg sie aus dem Wagen und forderte die Rebellen auf, das Feuer einzustellen. Sie halfen dann auch, den Wagen anzuschieben. In Dilis Stadtteil Balide bot sie 13.000 bis 23.000 Flüchtlingen Schutz auf dem Gelände der Canossianerinnen. Im Dezember 2007 berichtete Marçal vor dem Neuseeländischen Parlament über die aktuelle Situation in Osttimor. Zu diesem Zeitpunkt lebten noch immer 7000 Flüchtlinge auf dem Gelände in Balide.
Marçal übernahm auch verschiedene Aufgaben, jenseits ihrer seelsorgerischen Arbeit. Vom Ministerrat wurde sie 2010 zur Leiterin der Beförderungskommission der Nationalpolizei (PNTL) und von 2011 bis 2017 als Vertreterin des religiösen Sektors in den Allgemeinen Rat der Universidade Nasionál Timór Lorosa’e (UNTL) berufen. 2019 bat Marçal bei Parlamentspräsident Arão Noé da Costa Amaral um Unterstützung für die Opfer der Tragödie von Culuhun. 2023 ernannte Präsident José Ramos-Horta Marçal zum Mitglied des Staatsrates.
2013 unterrichtete Marçal Portugiesisch und Englisch an der Pädagogischen Fakultät in Dili. Sie bildete Lehrer aus und arbeitete mit dem Bildungsministerium zusammen, um die Gleichstellung von Frauen und Männern zu fördern. Mit Jungen machte sie Friedenserziehung. Danach unterrichtete sie weiter an der Canossa-Schule in Balide und an der Universidade Católica Timorense São João Paulo II.
Marçal spricht Tetum, Englisch, Portugiesisch, Spanisch, Indonesisch und Italienisch.

## Auszeichnungen
2022 erhielt Marcal den Menschenrechtspreis der Prémios da Lusofonia, mit dem Bürger der neun Länder der Gemeinschaft der Portugiesischsprachigen Länder (CPLP) für besondere Leistungen ausgezeichnet werden.
2025 erhielt sie die Ehrendoktorwürde für Menschenrechte, Theologie und Philosophie der International American University in Äthiopien.